# John William Madden
Vous lisez un « bon article » labellisé en 2016.
Pour les articles homonymes, voir John Madden.
John William Madden, surnommé parfois Jake Madden ou Johnny Madden, né le 11 juin 1865 à Dumbarton et mort le 17 avril 1948 à Prague, est un footballeur international et entraîneur écossais. Il évolue au poste d'attaquant, du milieu des années 1880 à la fin des années 1890, et se reconvertit en entraîneur, du milieu des années 1900 au début des années 1930.
John William Madden découvre le football dans les modestes clubs de Dumbarton, sa ville natale, alors qu'il est également riveur sur les chantiers navals du fleuve Clyde. En 1886, il commence une carrière de footballeur au Dumbarton Football Club. L'année suivante, il joue pour le Gainsborough Trinity Football Club, en Angleterre. En mai 1888, il est invité à participer au premier match du Celtic Football Club à Glasgow, et il rejoint définitivement ce club en 1889. Il y est notamment sacré triple champion d'Écosse en 1893, 1894 et 1896. En 1897, il quitte le Celtic et joue brièvement pour le Dundee Football Club puis le Tottenham Hotspur Football Club, avant de mettre un terme à sa carrière de joueur.
En 1905, il rejoint Prague pour devenir l'entraîneur du SK Slavia Prague. Il dirige l'équipe pendant 25 ans avec un grand succès. Il remporte notamment trois des six premières éditions du championnat de Tchécoslovaquie en 1925, 1929 et 1930. Il entraîne également la sélection de Bohême-Moravie, avec laquelle il remporte le Grand Tournoi européen de football association en 1911, puis la sélection tchécoslovaque à l'occasion des Jeux olympiques de 1920.
De 1905 à sa retraite en 1930, il conçoit et promeut un style de jeu novateur, inspiré du jeu pratiqué dans son Écosse natale et connu sous le nom de « football danubien ». Il est l'une des personnalités emblématiques du football tchèque de la première moitié du XXe siècle, au point d'être souvent qualifié de « père du football tchèque ». Il meurt en 1948.

## Biographie

### Jeunesse et premiers pas dans le football
John William naît le 11 juin 1865 à Dumbarton, en Écosse, dans une modeste famille originaire d'Irlande. Durant ses jeunes années, il pratique le football association dans des équipes de jeunes, et gagne sa vie en étant riveur sur le Clyde, après avoir rejoint Glasgow en 1885,. Dans les années 1880, il joue successivement pour deux clubs rivaux de sa ville natale, le Dumbarton Hibernian, club de la diaspora irlandaise, puis le Dumbarton Albion, club de la communauté écossaise catholique,.

### Carrière de joueur

#### Débuts en football (1886-1889)
John William Madden rejoint l'équipe première du Dumbarton FC, club le plus prestigieux de la ville, en 1886,. Il termine notamment finaliste de la Coupe d'Écosse lors de l'édition 1886-1887.
En 1887, il rejoint l'Angleterre pour jouer au Gainsborough Trinity FC. Bien qu'il joue loin de son domicile, l'Écossais continue à travailler en tant que riveur sur le Clyde durant la semaine : il part chaque vendredi soir pour aller jouer en Angleterre le week-end, et revient à Dumbarton chaque lundi pour y travailler. Comme de nombreux joueurs écossais, Madden est alors attiré par le professionnalisme, adopté par la Fédération anglaise de football en 1885.
En mai 1888, il est invité à jouer, en tant qu'attaquant, pour le Celtic Football Club lors du premier match de ce nouveau club de la ville de Glasgow face aux Glasgow Rangers qui alignent alors leur équipe réserve. Le Celtic s'impose cinq buts à deux à l'issue du premier Old Firm,. Alors qu'il était prévu qu'il reste au Celtic pour la première saison du nouveau club en compétition officielle, Madden retourne finalement à Gainsborough Trinity, tout en continuant de travailler comme riveur à Dumbarton. Plusieurs décennies plus tard, Willie Maley, entraîneur du Celtic FC, ne s'explique toujours pas le départ du joueur, déclarant par exemple que Madden a « déserté » le club, ou encore, qu'il aurait été alors « kidnappé ».

#### Joueur au Celtic Football Club (1889-1897)

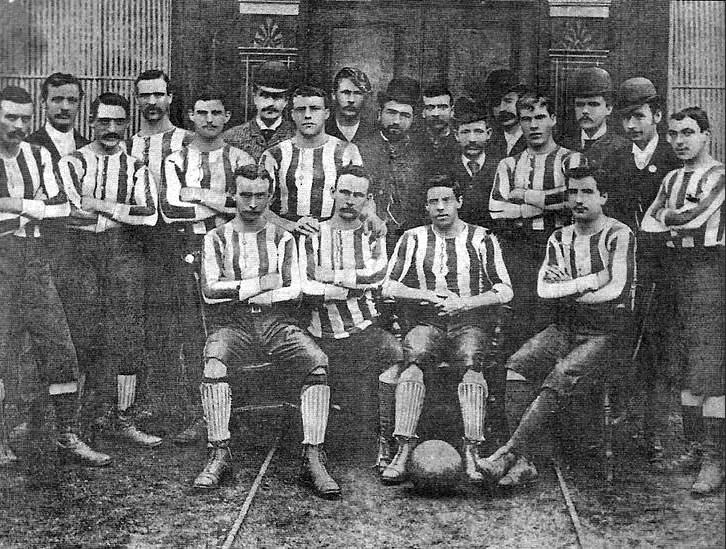
L'équipe du Celtic Football Club en 1889.

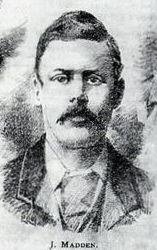
John William Madden lors de la première finale de la coupe d'Écosse de 1892.

Un an après son apparition au premier match du club, John William Madden fait son retour au Celtic FC en août 1889. Il fait ses débuts en compétition avec le club le 14 septembre 1889 contre le Queen's Park Football Club, en Coupe d'Écosse,. Le 31 août 1890, il inscrit ses deux premiers buts lors d'une large victoire cinq buts à un contre les Hearts of Midlothian,. Il s'impose peu à peu comme un titulaire important au sein de l'effectif du Celtic, grâce à ses performances et son travail.
En 1892, la Fédération anglaise enregistre l'arrivée de l'Écossais au Sheffield Wednesday Football Club ; toutefois, Madden ne reste que deux jours durant lesquels il ne fait que s'entraîner, avant de revenir finalement au Celtic. Plusieurs théories existent quant à son changement de club avorté : la théorie la plus probable affirme que les dirigeants l'auraient convaincu de rester au Celtic en lui proposant d'augmenter son salaire. Toutefois, d'autres théories sont avancées : il aurait été enlevé et menacé physiquement, alors que certains évoquent des références plus obscures comme l'influence d'un prêtre catholique,. Durant sa carrière au Celtic, il se voit ainsi régulièrement courtisé par des clubs professionnels anglais ; le Celtic, pour le garder, en fait l'un des joueurs les mieux payés du football amateur écossais, qui pratiquait l'amateurisme marron.
John William Madden fait ainsi partie de l'équipe qui remporte la coupe d'Écosse en 1892, même s'il manque le dernier match. Il prend part à la finale, remportée un but à zéro, qui se voit peu après annulée, après avoir jugé que l'état du terrain de l'Ibrox Park n'était pas assez bon pour y jouer convenablement. La finale est rejouée un mois plus tard, sans Madden, blessé, et remportée par le Celtic sur le score de cinq buts à un. Il est sacré triple champion d'Écosse avec le Celtic, en 1893, 1894 et 1896,. Il joue 118 matchs sous les couleurs de ce club de Glasgow, pour 49 buts inscrits,. Il fait notamment partie de l'équipe qui réalise la plus large victoire du Celtic en compétition, onze buts à zéro, face au Dundee FC. Des doutes subsistent quant aux buteurs ; selon le journal allemand Der Kicker, Madden aurait marqué sept buts lors de cette rencontre mythique.

#### Fin de carrière de joueur (1897-1898)
Après huit ans passés au Celtic et plusieurs titres remportés, John Madden prend brièvement sa retraite de joueur, avant de rejoindre le Dundee FC en 1897. Il n'y reste que peu de temps et rejoint le Tottenham Hotspur FC en décembre de la même année, il y fera huit apparitions pour aucun but, et prend définitivement sa retraite de joueur en 1898. Lors de son passage dans ces deux clubs, Madden occupe également le poste de secretary-manager, bien que Frank Brettell occupe le poste d'entraîneur lors de son passage à Tottenham.

#### Sélection nationale

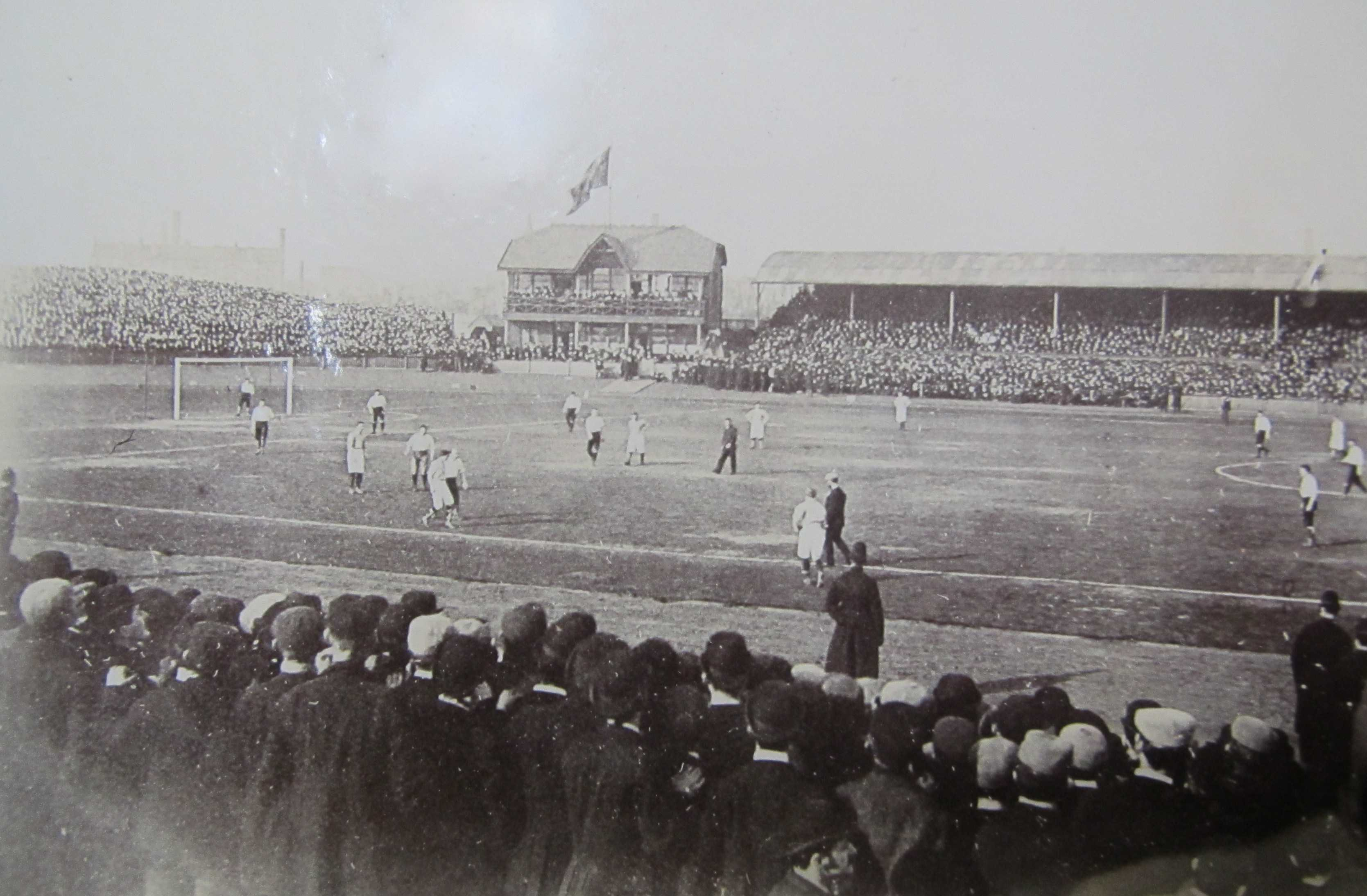
L'équipe d'Écosse en 1894 au Celtic Park.

Grâce à ses performances avec le Celtic Football Club, il est sélectionné à deux reprises en équipe d'Écosse entre 1893 et 1895, pour cinq buts inscrits. Lors de son premier match, comptant pour le British Home Championship, le 18 mars 1893, contre le pays de Galles, à Wrexham, remporté huit buts à zéro, il inscrit quatre des buts de son équipe, ; il reste ainsi comme l'un des rares internationaux écossais à avoir réalisé un quadruplé. Deux ans plus tard, le 23 mars 1895, il est de nouveau sélectionné et marque l'un des deux buts écossais, aboutissant à un match nul, deux buts partout, face au Pays de Galles, comptant également pour le British Home Championship,.
De 1893 à 1896, John William Madden joue quatre matchs avec la Scottish Football League XI, sélection constituée de joueurs évoluant en championnat écossais, indépendamment de leur nationalité. Le 8 avril 1893, il joue contre la Ligue anglaise devant 31 500 spectateurs ; il marque mais l'Écosse s'incline quatre buts à trois. Le 2 février 1895, contre la Ligue irlandaise, il ne marque pas mais son équipe s'impose quatre buts à un devant 5 000 personnes. Le 13 avril 1895, contre la Ligue anglaise, devant 30 000 spectateurs, Madden est l'unique buteur pour l'Écosse (défaite 4-1). Enfin, le 11 avril 1896, la Ligue écossaise perd de nouveau contre la Ligue anglaise cinq buts à un ; c'est la dernière apparition de Madden avec cette sélection.
Le tableau ci-dessous résume les apparitions de John William Madden sous le maillot de l'équipe d'Écosse :
| # | Date         | Compétition               | Lieu                       | Adversaire     | Score | But(s) |
| - | ------------ | ------------------------- | -------------------------- | -------------- | ----- | ------ |
| 1 | 18 mars 1893 | British Home Championship | Acton Park, Wrexham        | Pays de Galles | 8-0   | 4      |
| 2 | 23 mars 1895 | British Home Championship | Racecourse Ground, Wrexham | Pays de Galles | 2-2   | 1      |

### Reconversion en entraîneur et exil en Europe centrale

#### Entraîneur emblématique du Slavia Prague (1905-1930)
En 1904, Madden accompagne le Celtic FC dans sa tournée en Autriche-Hongrie ; il découvre pour la première fois le SK Slavia Prague, battu alors 4-1 par le club écossais. Un an plus tard, les dirigeants du Slavia recherchent un nouvel entraîneur : leur cible première est John Tait Robertson, alors joueur du Celtic et international écossais,,. Ce dernier, n'ayant aucune envie de partir pour la lointaine Bohême, aurait contacté John William Madden, qu'il connaissait et que le voyage motivait davantage, et aurait convaincu les dirigeants du Slavia que Madden était le meilleur entraîneur pour eux,,. Il s'exile donc en Bohême et Moravie et devient l'entraîneur du SK Slavia Prague le 5 février 1905,.

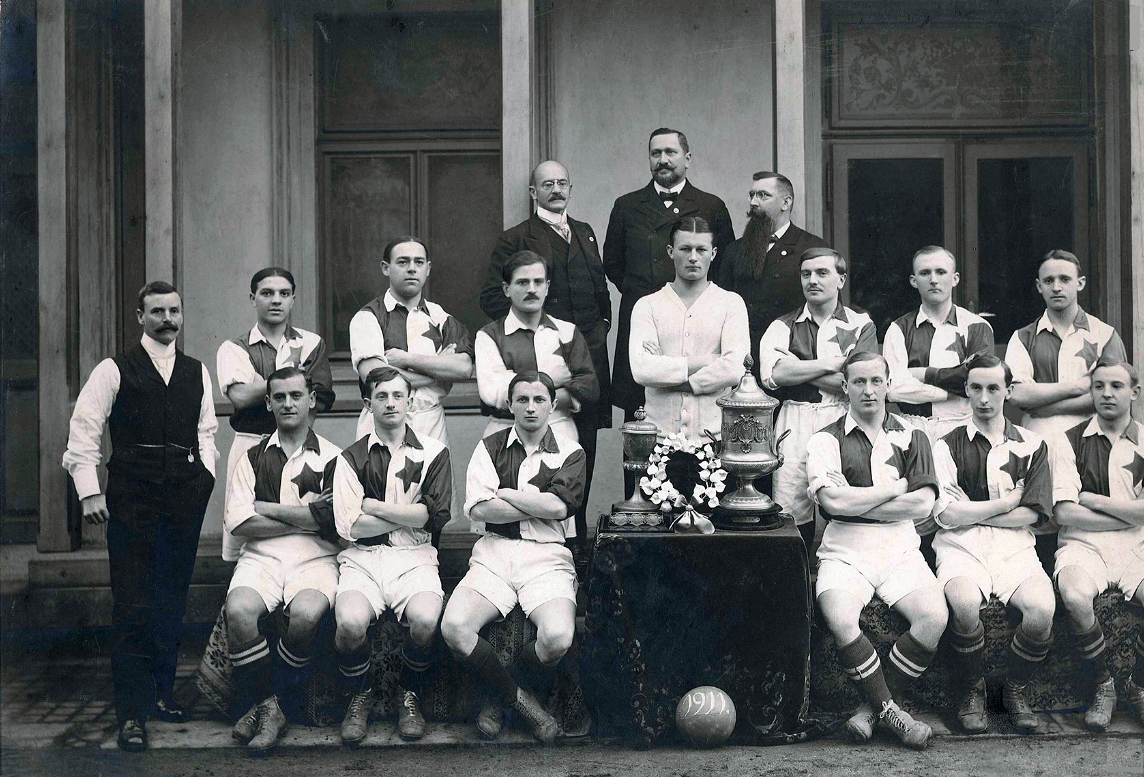
L'équipe du SK Slavia Prague en 1911 avec les trophées de la Coupe de Bohême.

Les premiers résultats notables de l'influence de Madden sur l'équipe se font voir en 1906, lorsque le Slavia arrache le match nul face au Celtic (3-3), alors qu'ils avaient été battus par la même formation deux ans plus tôt. La presse bohème qualifie ce résultat de « miracle ». Après trois ans, en 1908, il remporte la Coupe de Bohême, son premier trophée avec le Slavia. Par la suite, l'équipe remporte la compétition trois fois consécutivement : en 1910, 1911 et 1912. En 1913 et 1915 (en pleine Première Guerre mondiale), le club remporte le championnat de Bohême,. Après la guerre, un championnat de l'Association tchèque de football (Český svaz footballový) est créé. Madden mène le Slavia au titre national en 1918 et 1924,.
Le 25 mai 1922, le Slavia affronte le Celtic, en tournée en Europe centrale et dirigé par Willie Maley, lequel a toujours des relations tendues avec Madden ; à l'issue d'un match à l'atmosphère électrique, le club tchécoslovaque s'impose (3-2), après deux expulsions de joueurs écossais,. En 1925, il remporte le tout premier championnat de Tchécoslovaquie. Il réédite cette performance en 1929,. Le club participe dans les années 1920, aux premières compétitions continentales, comme la Coupe Mitropa, dont il atteint la finale en 1929. Le SK Slavia Prague participe également à la coupe des nations de 1930, une compétition continentale de clubs, pour le 40e anniversaire du Servette Football Club de Genève et l'inauguration de son stade des Charmilles. Après avoir éliminé le Cercle Bruges KSV (4-2), le Real Unión de Irun (2-1) et le First Vienna FC (3-1), le club tchécoslovaque perd en finale face au Újpest FC (0-3). C'est la dernière compétition internationale de John William Madden avec le Slavia en tant qu'entraîneur. En juillet 1930, John William Madden mène à nouveau son club vers le titre national après une dernière victoire contre l'AC Sparta Prague (3-2), après avoir réussi à rester invaincu toute la saison. C'est après cet ultime match que Madden annonce sa volonté de prendre du recul, après 25 ans d'entraînement.
Madden est donc resté entraîneur du club pendant 25 ans, introduisant de nouvelles tactiques de jeu venues de son pays d'origine, cette période étant considérée comme l'âge d'or du club. Il est le premier entraîneur du Slavia ; avant lui, il n'y avait que des capitaines d'équipe aux pouvoirs limités. Sous la direction de Madden, le Slavia gagne 134 matches de championnat national sur un total possible de 169, soit un ratio de 82,8 % de victoires, et, plus globalement, 304 victoires en 429 matchs entre 1905 et 1930,.

#### Entraîneur en sélection nationale
En parallèle de ses activités en club, il s'investit également en équipe nationale : il est notamment membre principal du comité de sélection de la Bohême et Moravie en 1908.

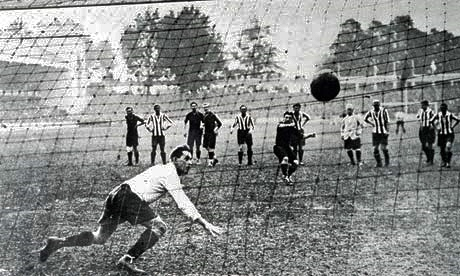
John William Madden est le co-sélectionneur de la Tchécoslovaquie, lors des Jeux olympiques d'Anvers de 1920 (ici, la finale troublée contre la Belgique).

Il est l'entraîneur principal de cette même sélection lors du Grand Tournoi européen de football association de 1911, regroupant des sélections de France, d'Angleterre et de Bohême. La Bohême bat la France (4-1), au cours d'un match « splendide ». La Bohême gagne la finale face à l'Angleterre, pourtant nation dominante de l'époque. La victoire est en partie due aux changements tactiques opérés par l'entraîneur Madden. Alors que la Bohême mène 2 à 1, l'Angleterre place sept attaquants sur le terrain, mais Madden répond avec un dispositif tactique en « 4-3-3 », alors révolutionnaire, que l'attaque britannique n'arrive pas à battre.
Il est, plus tard, le co-sélectionneur de la Tchécoslovaquie lors des Jeux olympiques de 1920 avec Josef Fanta. Le duo mène la sélection jusqu'à la finale du tournoi de football, mais l'équipe est disqualifiée pour avoir quitté le match en cours afin de protester contre un « arbitrage biaisé »,. Il s'implique également avec la sélection tchécoslovaque lors des Jeux de Paris de 1924, alors que cette équipe est entièrement composée de joueurs du SK Slavia Prague. L'équipe de Tchécoslovaquie à la Coupe du monde de 1934 arrive jusqu'en finale et aborde ce match avec huit joueurs titulaires venant du Slavia, ayant auparavant évolué sous les ordres de Madden,.

### Retraite et mort
En 1930, à l'âge de 66 ans, Madden prend sa retraite mais reste à Prague, supervisant régulièrement les matchs du Slavia. Vieillissant et sur une chaise roulante, il reste ainsi toujours impliqué dans les affaires du club qu'il entraîna pendant 25 ans. Certains supporters du Slavia pensent ainsi que le club, finaliste officieux de la troublée Coupe Mitropa 1932 et vainqueur de la Coupe Mitropa 1938 était dirigé indirectement par Madden. En raison des services rendus à Prague et à la Tchécoslovaquie, les autorités tchèques lui offrent une pension pour le reste de sa vie, ce qui explique en partie pourquoi il ne voulait pas rentrer en Écosse. Il meurt le 17 avril 1948, à l'âge de 82 ans ; son cercueil est porté d'un côté par de simples ouvriers, de l'autre, par des joueurs du Slavia.

### Vie privée et hommages
John William Madden est le fils d'Edward Madden, ouvrier sur les quais, et d'Agnes Mcllvaine ; tous deux sont originaires d'Irlande. Il fait partie d'une fratrie d'au moins neuf enfants. Il naît et passe son enfance au 71 High Street, à Dumbarton. Il est baptisé dans l'église catholique St Patrick's de Dumbarton, et reçoit son éducation du Père McDonald dans un bâtiment adjacent à cette église. Dans sa famille, il est couramment appelé « Jake » ; contrairement à certains de ses frères et sœurs, il sait lire et écrire. Riveur et footballeur dans son adolescence, il doit faire face à la mort de son père en 1885, et déménage à Partick, un district de Glasgow, où sa sœur Agnes dirige plusieurs magasins de poissons, de fruits et de légumes,.

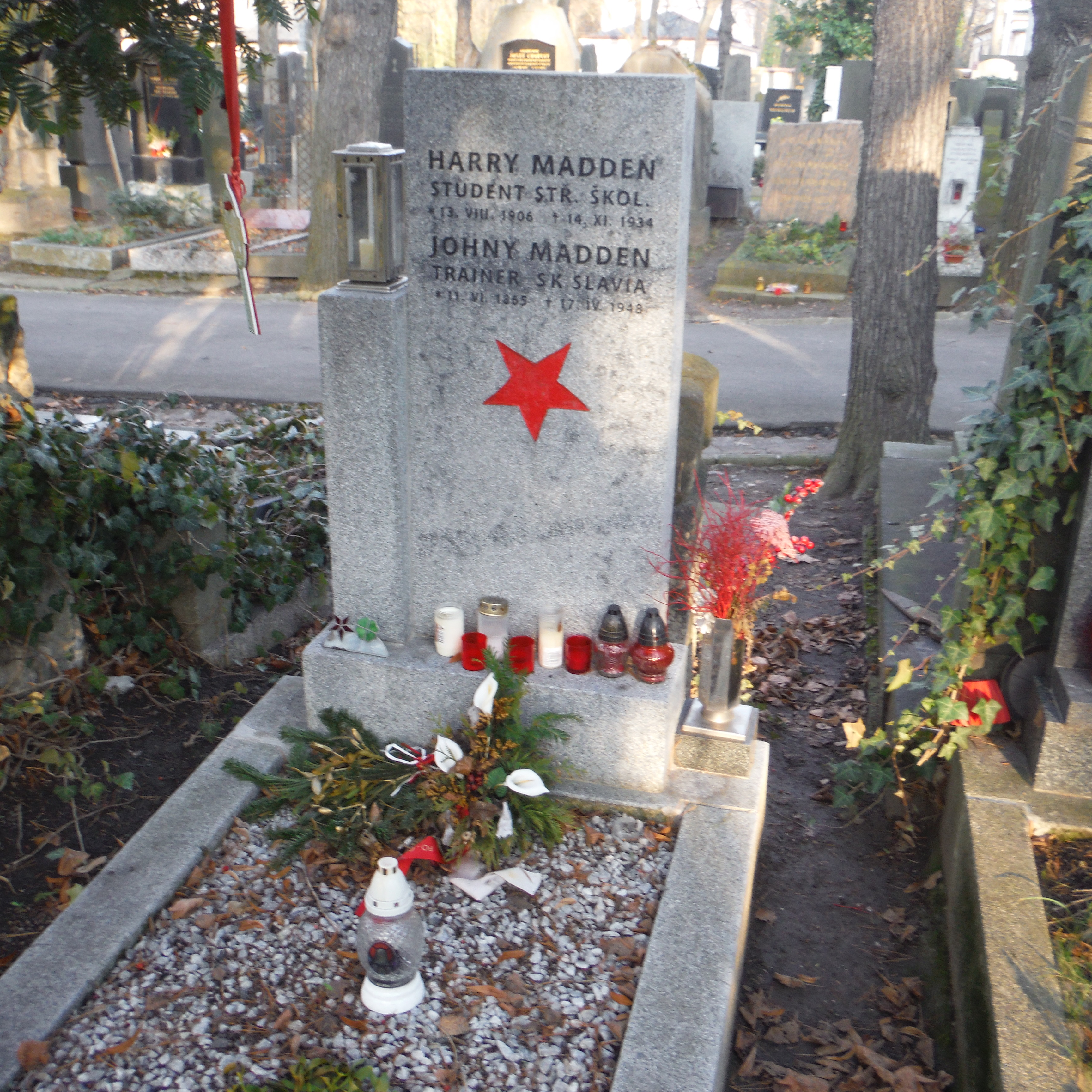
John William Madden est enterré au cimetière d'Olšany avec son fils Harry.

Après avoir emménagé en 1905, au 14 rue Dobrovského à Prague, pour ses fonctions d'entraîneur, il y rencontre et y épouse la Tchèque Frantiska Cechova, la fille de la propriétaire du terrain, travaillant dans une blanchisserie, de 17 ans sa cadette,. Ils ont un fils, dénommé Harry, ou Jindrich en tchèque, né en août 1906. À Prague, John William Madden mène un train de vie assez aisé et s'habille selon la dernière mode, dans un style vestimentaire britannique. Harry Madden devient footballeur attaquant, joue pour la réserve du Slavia Prague et fait ses premiers entraînements avec l'équipe première. Mais après un amour déçu, le fils de John Madden se suicide en se jetant sous un train,.
John William Madden meurt en 1948 à Prague, il est enterré au cimetière d'Olšany dans le même caveau que son fils. Sa femme l'y rejoint en novembre 1963. L'un des petits-neveux de John Madden, Tom O'Neill, garde toujours vivant le souvenir de cet entraîneur emblématique et des joueurs du SK Slavia Prague continuent à fleurir sa tombe chaque année.
John William Madden, bien qu'ayant passé la deuxième moitié de sa vie en Bohême, ne parle pas vraiment tchèque ; ainsi il s'adresse à ses joueurs dans un « mélange d'anglais, d'allemand, de tchèque et de scots ».
Le 4 juillet 2017, le SK Slavia Prague donne le nom de son ancien entraîneur (John William Madden) à la tribune de l'Eden Aréna. Ce même jour, un match amical est organisé dans ce stade entre le Celtic Football Club, principal club de Madden durant sa carrière de joueur, et le SK Slavia Prague, se terminant sur un résultat nul (0-0).

## Style de jeu
John William Madden évolue durant sa carrière au poste d'attaquant. Mesurant 1,70 m, on lui attribue souvent beaucoup de technique ainsi qu'un tir puissant,. Il a également la capacité de dribbler très facilement les défenseurs adverses. Sa puissance de tir lui accorde le surnom de « The Rooter » puisque l'on dit de lui qu'en tirant sur le poteau, il pouvait « le déplacer » (« to uproot » en anglais), et ainsi marquer un but. Il est considéré par ses pairs comme un « bourreau de travail », tout en étant caractérisé de « comique » qui nargue parfois ses adversaires, ou amuse le public et ses coéquipiers,.
En tant qu'entraîneur, il importe en Autriche-Hongrie des méthodes de jeu venues d'Écosse. Il se distingue comme l'un des premiers entraîneurs à prendre en considération des notions nouvelles dans la préparation de ses joueurs, et notamment : le travail d'équipe, les massages, la physiothérapie, la gymnastique ou encore l'athlétisme alors que leur entraînement se limitait auparavant au seul travail sur le terrain avec le ballon,,,. Il exige également une discipline exemplaire de la part de ses joueurs, sur les terrains et en dehors,. Il a ainsi forcé certains joueurs à arrêter de boire et de fumer, au moins avant et après les matchs, vérifiant également leur lieu de résidence, et changeant leurs habitudes alimentaires,. Il a ainsi fortement contribué à changer les mentalités du football, et à faire du SK Slavia Prague l'un des premiers grands clubs de football internationaux. Certains le considèrent même comme un « magicien » avec ses nouvelles méthodes d'entraînement. Il était affectueusement surnommé par les supporteurs tchèques : « Dedek » ou « Grandpa ».

## Palmarès

### Joueur
Durant sa carrière de joueur, Madden remporte la majorité de ses titres avec le Celtic Football Club. Il gagne avec ce club trois championnats d'Écosse, quatre Glasgow Cup et une Coupe d'Écosse, il ne dispute cependant pas la finale de cette compétition. Avec le Dumbarton Football Club, il est notamment finaliste de la coupe d'Écosse, en 1887.
| Compétitions nationales | Compétitions locales                                                                 |
| --- | ------------------------------------------------------------------------------------ |
| - Coupe d'Écosse : - Vainqueur en 1892 avec le Celtic Football Club (ne joue pas la finale) - Finaliste en 1887 avec le Dumbarton Football Club - Championnat d'Écosse : - Champion en 1893, 1894 et 1896 avec le Celtic Football Club | - Glasgow Cup : - Vainqueur en 1891, 1892, 1895 et 1896 avec le Celtic Football Club |

### Entraîneur et sélectionneur
En tant qu'entraîneur du SK Slavia Prague, Madden remporte deux Championnats de Bohême et neuf Coupes de Bohême,. Il remporte également deux fois le championnat de l'Association tchèque, puis trois fois le Championnat de Tchécoslovaquie de football, dont le Slavia est le premier vainqueur, en 1925. En 1929,, il amène le Slavia en finale de la Coupe Mitropa, puis en finale de la Coupe des nations l'année suivante.
En tant que sélectionneur de l'équipe de Bohême et Moravie, il remporte le Grand Tournoi Européen de Football association, sorte de championnat d'Europe organisé par l'UIAFA, une association concurrente de la FIFA. En 1920, il emmène la sélection tchécoslovaque en finale du tournoi de football des Jeux olympiques d'Anvers.
Le tableau suivant récapitule le palmarès principal de Madden en tant qu'entraîneur / sélectionneur :
| Compétitions internationales | Compétitions nationales | Compétitions locales |
| --- | --- | --- |
| - Grand Tournoi Européen de Football association : - Vainqueur en 1911 avec l'équipe de Bohême et Moravie - Jeux olympiques : - Finaliste (disqualifié) en 1920 avec l'équipe de Tchécoslovaquie - Coupe Mitropa : - Vainqueur en 1938 avec le SK Slavia Prague (officieux) - Finaliste en 1929 avec le SK Slavia Prague - Coupe des nations - Finaliste en 1930 avec le SK Slavia Prague | - Championnat de l'Association tchèque : - Champion en 1918 et 1924 avec le SK Slavia Prague - Vice-champion en 1923 avec le SK Slavia Prague - Championnat de Tchécoslovaquie : - Champion en 1925, 1929 et 1930 avec le SK Slavia Prague - Vice-champion en 1926, 1927 et 1928 avec le SK Slavia Prague | - Coupe de Bohême : - Vainqueur en 1908, 1910, 1911, 1912, 1922, 1926, 1927, 1928 et 1930 avec le SK Slavia Prague - Finaliste en 1918 et 1923 avec le SK Slavia Prague - Championnat de Bohême : - Champion en 1913 et 1915 avec le SK Slavia Prague |